# Ignaz Küppers
Ignaz Küppers (* 11. Juli 1841 in Coesfeld; † 19. Juli 1920 in Berlin-Lichtenberg) war ein deutscher Turner und Turnpädagoge. Er gehört zu den Mitgründern der Alt-Katholischen Kirche in Deutschland.

## Leben und Werk
Nach dem Schulbesuch studierte Küppers alte Sprachen an den Universitäten Münster und Berlin. Nach einem Probejahr am Gymnasium in Düsseldorf nahm er 1863/64 am Turnkurs in Berlin teil und wurde danach als Hilfslehrer an Gymnasium in Bonn und dann in Brühl tätig. 1874 erfolgte seine Ernennung zum Schulinspektor und 1877 zum Direktor des Seminars in Siegburg. 1891 erfolgte seine Berufung zum Schulrat und Unterrichtsdirigenten der Königlich Preußischen Turnlehrerbildungsanstalt in Berlin. 1902 folgte ihm Gebhard Eckler im Amt.
Er hielt zahlreiche Vorträge über das Turnwesen, von denen viele in Druck erschienen. 1867 entwarf er einen Plan zur Gründung von Turnanstalten und turnerisch-pädagogischen Seminaren an den deutschen Universitäten, dessen Umsetzung letztendlich nicht zu Stande kam. Verdienste erwarb er sich auch als Gründungsmitglied der Alt-Katholischen Kirche in Deutschland.
Küppers hinterließ die Tochter Emma Kullak geb. Küppers, die als praktische Ärztin in Berlin tätig war.

## Schriften (Auswahl)
- Organisationsplan zur Gründung von Turnanstalten [...] Leipzig 1867.
- Der Apoxyomenos des Lysippos und die griechische Palästra. Berlin, 1873.
- Ueber die Gründung von turnerisch-pädagogischen Seminarien an den deutschen Universitäten. In: Das gesamte Turnwesen. Hof 1893, S. 111 ff.